# Miles Merlin
El Miles M.4A Merlin fue un monoplano de cabina de cinco asientos británico de los años 30, construido por Miles Aircraft Limited.

## Diseño y desarrollo
El Merlin fue diseñado por F.G. Miles de Philips and Powis, como resultado de una colaboración con G. Birkett de Birkett Air Service Ltd, y Tata Sons Ltd de la India. Estaba basado en las versiones de tres y cuatro asientos del M.3 Falcon, pero con el fuselaje más ancho y, consecuentemente, una envergadura aumentada. Era un monoplano de ala baja, con tren de aterrizaje principal fijo con carenados de pantalón, más una rueda de cola, fija. La construcción era principalmente en madera, con estructura de picea y recubrimiento de contrachapado triple de abedul, y las alas poseían flaps operados hidráulicamente. Estaba propulsado por un motor De Havilland Gipsy Six de 200 hp. Fue designado inicialmente M.4 Merlin, pero todos los ejemplares fueron completados como M.4A Merlin, con hélice de paso fijo en lugar de la prevista de paso variable.

## Historia operacional
El 11 de mayo de 1935, el prototipo (U-8, más tarde G-ADFE), construido por Philips and Powis (Miles Aircraft), voló por primera vez en el Aeródromo de Woodley, pilotado por F.G. Miles. Unas pocas semanas más tarde, el Merlin fue entregado a Birkett Air Service, para sus negocios de aerotaxi y chárter, basada en el Aeródromo de Heston. Se construyeron dos aviones y fueron entregados a Tata Sons Ltd para su servicio de Tata Air Lines en la ruta Karachi-Madras. El cuarto y final Merlin fue entregado a E. Chaseling de Victorian and Interstate Airways en Australia, para su servicio Melbourne-Hay. En 1940, el Merlin australiano fue requisado y puesto en servicio con la Real Fuerza Aérea Australiana.

## Variantes
M.4
Designación inicial del modelo, con hélice de paso variable y motor De Havilland Gipsy Six de 150 kW (200 hp).
M.4A
Versión del M.4 con hélice de paso fijo, cuatro construidos.

## Operadores

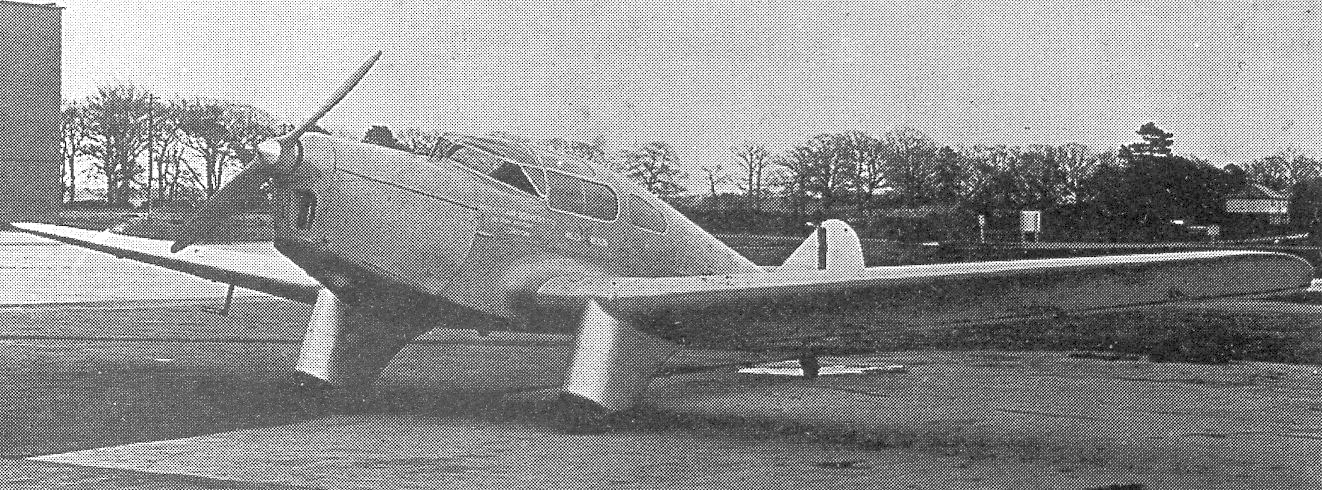
Miles M.4 Merlin U-8, más tarde G-ADFE.

Australia
- Victoria and Interstate Airways
- Real Fuerza Aérea Australiana

 India
- Tata Air Lines

 Reino Unido
- Birkett Air Services

## Especificaciones (M.4A)
Referencia datos: Lukins & Russell

### Características generales
- Tripulación: Uno (piloto)
- Capacidad: Cuatro pasajeros
- Longitud: 7,9 m (25,8 ft)
- Envergadura: 11,3 m (37 ft)
- Altura: 2,9 m (9,6 ft)
- Superficie alar: 18,2 m² (196 ft²)
- Peso vacío: 770 kg (1697,1 lb)
- Peso cargado: 1360 kg (2997,4 lb)
- Planta motriz: 1× motor lineal invertido de 6 cilindros refrigerado por aire De Havilland Gipsy Major.
  - Potencia: 150 kW (207 HP; 204 CV)
- Hélices: Bipala de paso fijo

### Rendimiento
- Velocidad máxima operativa (Vno): 250 km/h (155 MPH; 135 kt)
- Velocidad crucero (Vc): 245 km/h (152 MPH; 132 kt)
- Alcance: 1130 km (610 nmi; 702 mi)
- Techo de vuelo: 5490 m (18 012 ft)
- Régimen de ascenso: 4,6 m/s (906 ft/min)

## Aeronaves relacionadas

### Desarrollos relacionados
- Miles M.3 Falcon

### Secuencias de designación
- Secuencia M._ (interna de Miles): ← M.2 (2) - M.2 (3) - M.3 - M.4 - M.5 - M.6 - M.7 →
- Secuencia A_ (Aeronaves de la RAAF (Serie Dos, 1935-1963)): ← A35 - A36 - A37 - A37 - A37 - A38 - A39 →